# Штайнерберг
Штайнерберг (нем. Steinerberg) — коммуна в Швейцарии, в кантоне Швиц.
Входит в состав округа Швиц. Население составляет 875 человек (на 31 декабря 2007 года). Официальный код — 1374.